# Bo Gustafsson
Bo Henning Gustafsson (Strömstad, 29 settembre 1954) è un ex marciatore svedese, medaglia d'argento alle Olimpiadi di Los Angeles 1984.

## Palmarès
| Anno | Manifestazione  | Sede        | Evento       | Risultato | Prestazione | Note |
| ---- | --------------- | ----------- | ------------ | --------- | ----------- | ---- |
| 1982 | Europei         | Atene       | marcia 50 km | Bronzo    | 4h01'21"    |      |
| 1984 | Giochi olimpici | Los Angeles | Marcia 50 km | Argento   | 4h01'21"    |      |
| 1988 | Giochi olimpici | Seul        | Marcia 50 km | 7º        | 3h44'49"    |      |